# Природно-заповідний фонд Кременчуцької міської ради
Природно-заповідний фонд Кременчуцької міської ради становить 6 об'єктів і територій ПЗФ. З них: 1 — загальнодержавного значення (ландшафтний заказник «Білецьківські плавні») та 5 — місцевого значення. Загальна площа ПЗФ — 677,39 га, що складає 6,2 % від площі міста.

## Території та об'єкти

### Природні території та об'єкти

#### Ландшафтні парки
| Назва об'єкта         | Тип, категорія, значення      | Рік створення | Площа (га)                                 | Місцезнаходження | Зображення |
| --------------------- | ----------------------------- | ------------- | ------------------------------------------ | --- | ---------- |
| «Кагамлицький»        | Регіональний ландшафтний парк | 2013          | 28,15                                      | Автозаводський район, заплава річки Сухий Кагамлик |            |
| «Кременчуцькі плавні» | Регіональний ландшафтний парк | 2001          | 602 (в межах міста); 5080 (загальна площа) | Долина р. Дніпро, в основному в межах заплави, біля м. Кременчука, Градизьке лісництво, кв. 33-43, Кременчуцьке лісництво, кв. 70-76, Крюківське лісництво, кв. 1-11 |            |

#### Заказник
| Назва об'єкта          | Тип, категорія, значення                         | Рік створення | Площа (га)                               | Місцезнаходження | Зображення |
| ---------------------- | ------------------------------------------------ | ------------- | ---------------------------------------- | --- | ---------- |
| «Білецьківські плавні» | Ландшафтний заказник загальнодержавного значення | 1994          | 75 (в межах міста) 2980 (загальна площа) | острови Зелений, Динька, Фантазія, Градизьке лісництво кв. 33-43, Крюківське лісництво кв. 1-8, плавні біля с. Білецьківка |            |

#### Пам'ятки природи
| Назва об'єкта            | Тип, категорія, значення    | Рік створення | Площа (га) | Місцезнаходження                             | Зображення |
| ------------------------ | --------------------------- | ------------- | ---------- | -------------------------------------------- | ---------- |
| «Міський сад»            | Пам'ятка природи комплексна | 1993          | 7          | підгірна частина міста біля заводу «Кредмаш» |            |
| «Скеля-гранітний реєстр» | Пам'ятка природи геологічна | 1970          | 0,05       | біля річкового вокзалу                       |            |

### Штучно створені об'єкти

#### Парк-пам'ятка
| Назва об'єкта                                                     | Тип, категорія, значення                 | Рік створення | Площа (га)                                 | Місцезнаходження                          | Зображення |
| ----------------------------------------------------------------- | ---------------------------------------- | ------------- | ------------------------------------------ | ----------------------------------------- | ---------- |
| «Придніпровський парк» (у тому числі ІІ черга — «Ювілейний парк») | Парк-пам'ятка садово-паркового мистецтва | 1975          | 40,19 (в тому числі 4,19 га охоронних зон) | на лівому березі Дніпра уздовж набережної |            |